# Pheropsophus infantulus
Pheropsophus (Stenaptinus) infantulus – gatunek chrząszcza z rodziny biegaczowatych i podrodziny Brachininae.

## Taksonomia
Gatunek opisany został w 1892 roku przez Henry'ego Waltera Batesa.

## Opis
Osiąga od 10 do 14 mm długości ciała. Czoło między oczami z malutką rudą kropką. Ciemię drobno pomarszczone. pokrywy pośrodku z rudożółtą, często wydłużoną plamką. Rzadziej plamka ta jest zatarta lub jej brak.

## Występowanie
Gatunek ten znany jest z Tajlandii, Mjanmy i Wietnamu.